# Gavrailovo
Gavrailovo (bulgariska: Гавраилово) är ett distrikt i Bulgarien.   Det ligger i kommunen Obsjtina Sliven och regionen Sliven, i den centrala delen av landet, 230 km öster om huvudstaden Sofia.
Trakten runt Gavrailovo består till största delen av jordbruksmark. Runt Gavrailovo är det ganska tätbefolkat, med 96 invånare per kvadratkilometer.